# Carnivore (banda)
Carnivore A.D., anteriormente Carnivore es una banda estadounidense de crossover thrash fundada por el bajista y vocalista Peter Steele junto al baterista Louie Beateaux, luego de la separación de su anterior agrupación Fallout y previamente a Type O Negative. Fundada en 1982 y activa hasta 1987, y resurgida desde 2006 hasta la trágica muerte de Steele en 2010, la banda se reunió en 2017 con una nueva formación y añadiendo "A.D." al nombre de la banda.

## Historia

### Origen y disolución
Peter Steele y Louie Beateaux fundaron Fallout en 1979 junto al futuro teclista y productor de Type O Negative Josh Silver, en aquel entonces su estilo se desenvolvía en medio del hard rock y el heavy metal. Habiendo durado solo tres años y publicando solamente un sencillo, la banda decide disolverse. Sin embargo Steele y Beateaux continuaron juntos con su carrera musical: influenciados por la corriente musical extrema que surgió a principios de los años 80 con el hardcore punk y la explosión del thrash metal, deciden fundar Carnivore en 1982.
La banda decide reclutar al guitarrista Keith Alexander y consiguen un contrato con la disquera Roadrunner Records, gracias a ella la agrupación lanza su álbum debut Carnivore en 1985. En este disco son notorias las influencias de Black Sabbath junto a la música extrema, tratando temas principalmente relacionados con el machismo y el apocalipsis. Para 1987 Carnivore lanza su segundo y último trabajo discográfico, Retaliation, con el guitarrista Marc Piovanetti, donde su sonido se inclina aún más por el crossover thrash, tratando especialmente temas relacionados con la guerra y la muerte.
Para ese año la banda decide disolverse y Peter forma nuevamente una banda. Optando en un principio por reclutar al guitarrista de Pentagram Victor Griffin, finalmente se unen el guitarrista Kenny Hickey, el baterista Sal Abruscato, y nuevamente regresa junto a él el teclista Josh Silver, dando origen a Type O Negative.

### Reformación
A pesar de haber permanecido inactivo por muchos años, el grupo hizo reuniones esporádicas durante la década de los 90. Sin embargo Peter Steele decide reformar oficialmente el grupo una vez más en el año 2006 con motivo de su participación en el evento Wacken Open Air de ese año, reclutando a los guitarristas Joey Z, Paul Bento y al baterista Steve Tobin, preparándose además para una gira internacional.
Tanto Carnivore como Type O Negative llegaron a su abrupto final con la muerte de su líder en el año 2010 causado por un fallo cardiaco, empeorado por la profunda depresión que atravesó Steele durante sus últimos años de vida.

## Estilo musical
Carnivore fue una banda que, a pesar de su corta vida, se destacó en el mundo del metal por su particular mezcla de estilos musicales, con fuertes influencias del hardcore punk y el doom metal que Steele rescató e implementó posteriormente en Type O Negative. Junto al thrash metal, fue un importante referente en el crossover thrash, como influyente en el posterior nacimiento del sludge metal, al ser pioneros en mezclar riffs lentos y graves influidos por Black Sabbath, seguidos por veloces intervalos musicales presentes en el punk y el thrash, especialmente en su álbum debut Carnivore de 1985.
Estéticamente la banda también se distinguía por el uso de delantales manchados con pintura roja, simulando el atuendo típico de un carnicero, camisetas rojas y el uso de los colores negro y rojo en el escenario (en contraste con los colores negro y verde de Type O Negative), en donde se ve especialmente retratado en su actuación en vivo en el Wacken Open Air de 2006, además de la participación de mujeres semidesnudas disparando pintura roja al público, haciendo alusión a las temáticas de la banda.

## Miembros
Alineación actual
- Louie Beateaux − batería (1982–1987, 2017-presente)
- Marc Piovanetti - guitarra (1987, 2017-presente)
- Baron Misuraca - bajista, vocalista (2017-presente)
- Joe Branciforte - batería (2017-presente)

 Anteriores 
- Peter Steele † − vocalista, bajista (1982–1987, 2006–2010)
- Paul Bento - guitarra (2006–2010)
- Steve Tobin - batería (2006–2010)
- Joey Z. - guitarra (2006–2010)
- Keith Alexander † - guitarra (1982–1986)

## Discografía
- Carnivore - 1985
- Retaliation - 1987